# Petar Stanojlović
Petar Stanojlović (Beograd, 5. mart 1979) srpski je filmski i televizijski reditelj i univerzitetski profesor. Pored osnovne profesije, bavi se pisanjem, kreiranjem sadržaja, produkcijom, art direkcijom, teorijom i dramskom pedagogijom.

## Biografija
- Profesionalnom karijerom najviše je vezan za RTS, od 1996. do 1999. godine honorarno na mestu kamermana,a kasnije, od 1999.godine kao reditelj. [тражи се извор]
- Na poziciji glavnog reditelja RTS zaposlen je od 2005. godine.
- Najviše u svojoj matičnoj kući, ali i drugim tv produkcijama režirao je desetine koncerata umetničke, narodne, zabavne, džez, rok i pop muzike, novogodišnje programe, šou programe, plesna prvenstva, festivale, prenose specijalnih javnih događaja, svečanosti, akademije, manifestacije, priredbe, muzičke i zabavne emisije, dnevne programe, vojne i policijske vežbe, a najviše igrane i igrano-dokumentarne strukture.
- Pored navedenog, pojedine kreativne sadržaje ostvarivao je i na drugim manjim televizijama na pozicijama savetnika i kreativnog konsultanta. [тражи се извор]
- Autor je spotova, reklama, korporativnih filmova,  režirao je scenske i javne događaje i svečane akademije, nekoliko pozorišnih predstava i scenskih igrokaza, a ima i voditeljskog iskustva na radiju; piše scenarija, članke, analize, osvrte u štampanim medijima i portalima.
- Kreator je različitih umetničkih i primenjenih koncepata, slogana, brendova...
- U većini svojih autorskih, ali i u dobrom delu redovnih projekata, ostvaruje se i kao snimatelj.
- Godinama je sa svojim sadržajima koje je režirao, učestvovao na evropskim tv festivalima (Prix Italia, Golden Prague, Golden Rose - Montreuh, Shanghai internationale tv festivale...)
- Pored Radio televizije Srbije, od 2013.godine zaposlen je i na Fakultetu savremenih umetnosti, trenutno u zvanju redovnog profesora i u funkciji rukovodioca departmana Kreativnih komunikacija, kao i pomoćnika dekana za razvoj.[тражи се извор]
- Od 2016.godine rukovodilac je prestižne Dečje dramske grupe Radio Beograda.
- Od 2021.godine član je Matice srpske
- Od 2022.godine član je komisije Nacionalnog tela za akreditaciju i obezbeđenje kvaliteta u visokom obrazovanju

## Akademska karijera
- Kao gostujući predavač, od 2009.godine predavao je na Fakultetu dramskih umetnosti, Fakultetu organizaconih nauka, Fakultetu bezbednosti.
- Od 2013. godine ima status gostujućeg profesora na katedri za Menadžment umetničke produkcije i medija na Akademiji lepih umetnosti u okviru Univerziteta Union. Iste godine, izabran je u zvanje docenta na Akademiji lepih umetnosti (danas Fakultet savremenih umetnosti).[1]
- 2014.godine na istom fakultetu bio je na funkcijima prodekana za nastavu, a potom prodekana za razvoj.
- Od 2015. do 2017. godine bio je član Saveta Univerziteta Union.
- Godine 2016, postavljen je na mesto Rukovodioca departmana Kreativnih komunikacija Fakulteta savremenih umetnost, kao i na mesto pomoćnika dekana za razvoj.
- Godine 2023, izabran je u zvanje redovnog profesora na Fakultetu savremenih umetnosti.
- Kao predavač učestvuje na mnogim akademskim skupovima, a autor je i stručnih tekstova, eseja, članaka...

## Tv serije
- Zaboravljeni umovi Srbije (od 2005.godine)
- Priđi bliže (2009/2010)
- Slovarica (2013)

## Tv filmovi
- Tanasije Mladenović (2002)
- Hleba, jezika i ljubavi (2003)
- Zlostavljanje (2008)
- Niko nije rekao neću 2 (2009)
- Znakovi pored puta (2011)
- Čekrk (2013)
- Ni kriva ni nevina  (2017)

## Autorske emisije
- Duhovnom pesmom kroz svet (emisija o gostovanju Prvog beogradskog pevačkog društva u Moskvi) (2009)
- Narod Svetog Spiridona (emisija o srpskoj crkvi i kulturi u Trstu) (2009)

## Tv emisije (izdvojeno)
- Zvuk Balkana (2002) (festival Zlatna ruža Montrea)
- Igra senki (2003)
- Vrelo (2003) (festival Zlatni Prag)
- Ples bez granica (2003) (festival Pri Italija)
- Tango za nju (2004)
- Matija sa Matijom (2017)
- EBU spot-Sama (2018)
- EBU spot-Zauvek tvoj, zauvek svoj (2020)
- Rimini, Bitef(2021)

## Koncerti (izdvojeno)
- Pavle Aksentijević (2004)
- Neverne bebe (2004)
- Masimo Savić (2005)
- Neno Belan
- Darko Rundek
- Toto Cutugno
- Suzanne Vega
- Darkwood dub
- Huun Huur Tu
- Orthodox Celts
- Rambo Amadeus
- Eyesburn
- Night Shift
- Kanda, Kodža i Nebojša
- Van Gogh
- Cubismo
- Novogodišnji gala koncert,100 violina
- Koktel bend (2005)
- Marize (2005)
- Bebi Dol (2005)
- Generacija pet (2005)
- Grupa Legende (2006)
- Miroslav Ilić (2006)
- Leb i Sol (2006)
- Bajaga i Instruktori i Riblja Čorba u beogradskoj Areni (2006/07)
- Bilja Krstić (2007)
- Generacija 5 (2008)
- Patriša Barber (direktan prenos na Meco kanalu) (2008)
- ZAZ (2011)
- Buena vista social club vs Omara Portuondo (2012)
- Duško Gojković i Big bend RTS (2012)
- Dame pevaju džez (2012)
- Frajle (2013)
- Milanski edikt (Constantinus magnus, Deveta simfonija, Trubadur, Koncert vizantijske muzike Slobodana Trkulje) (2013)
- Cassandra Wilson (2013)
- Una saga Serbika (2013, 2018)
- Rade Šerbedžija (2018)
- Ođila (2020)
- Svetski dan muzike (2021)
- Plasido Domingo (2021)
- Novogodišnji koncert Big Benda (2022)
- Novogodišnji koncert Simfonijskog orkestra (2021, 2022)
- Sabor trubača Guča (2023)
- Opera na vodi ''Boemi'' (2023)

## Šou programi (izdvojeno)
- Goca Tržan (2005)
- Vlada Maričić (2006)
- Bajaga i Instruktori (2006)
- Marina Tucaković (2006)
- Galija (2010)
- Nova godina u Petlovcu (2011)
- Tamo daleko-Sto godina od kraja Velikog rata (2018)
- 60 najlepših narodnih pesama (2019)
- Nemanja Radulović (2022)

## Festivali[тражи се извор]
- Gitarijada
- Egzit (2005/06)
- Valjevski Džez festival (2000/03)
- Voxstok bluz festival (2006)
- Festival igre (2004/05/06)
- Vrnjačka Banja (2007)
- Molitva-Marija Šerifović, pobednička pesma Beovizije, režija nastupa
- Festival horova u Hramu Sv.Save (2011/12)
- Beogradski Džez festival
- Ceo svet je naš, režija nastupa za predstavnice Dečje pesme Evrovizije
- Svet, režija nastupa za predstavnicu Dečje pesme Evrovizije
- Festival igre (2021)
- Rimini, Bitef(2021)

## TV serijali
- Poziv na ples  2001-2003
- Sav taj ples 2001-2004.
- Garaža (2000/03)
- Nedeljno popodne
- Letnji karavan RTS-a
- Jutarnji program, Beogradska hronika(kreativni koncept, 2005-2007)
- Ad Libitum (2008/09)
- Tri boje zvuka (2015/16)
- RTS Ordinacija (od 2016)
- 60 najlepših narodnih pesama (2017)
- Novogodišnji program RTS-a (2016., 2017., 2018., 2021)
- Najlepše narodne pesme (od 2018)
- Veselo veče (100 godina Radio Beograda, 2023)

## Javna predavanja i akademski skupovi (izdvojeno)
- Obrazovanje i mediji
- Reciklaža u kulturi-kultura recikalže
- Neuromreže od motivacije do aktivacije
- Mladi i mediji
- Obrazovanje po našoj meri
- Problem lepog i dobrog u savremenim medijima
- Moj medij, moj svet
- Snaga mladih lidera
- Od velikog rata do velikog brata
- Moje mesto, moj svet
- Ikonično u medijima, medij u ikoni
- Religiozno u filmu
- Naučni skup Pod maskom slobode, (2017)
- Okrugli sto Savremeni koncepti obrazovanja u umetnosti (2018)
- Konferencija Prilike (2018)
- Fake news ili lakoća trolovanja (2019)
- Televizija: ekran koji se menja-serijal javnih tribina u UK Parobrod (2021-2022)
- Mediji: između istine i kreativnosti-serijal javnih tribina u UK Parobrod (2022-2023)
- Radionice u okviru festivala ''Triciki'' (2023)
- Konferencija u okviru festivala ''Ćirilični brendovi'' (2021,2023)
- Naučni skup Fakulteta savremenih umetnosti  (2021)

## Nagrade
- Godišnja nagrada produkcije RTS-a za 2005. godinu[тражи се извор]
- Godišnja nagrada produkcije RTS-a za 2007. godinu[тражи се извор]
- Vukova nagrada za kulturu za seriju Zaboravljeni umovi Srbije, čiji je Petar Stanojlović reditelj i koscenarista, 2008. godine[тражи се извор]
- Predložen je za nagradu grada Beograda 2008. godine[тражи се извор]
- Predstava Milunka, u režiji Petra Stanojlovića dobitnik je Zlatne kolajne publike Siniša Dašić na Festivalu monodrame i pantomime 2014. godine kao i Zlatne diplome na festivalu Zlatni vitez u Moskvi 2015. godine
- Dobitnik je nagrade Zlatna značka Kulturno prosvetne zajednice Srbije za dosadašnji doprinos u kulturi i umetnosti (2020.godina)
- Dobitnik je više povelja, diploma i zahvalnica za svoj profesionalni i javni rad[тражи се извор]

## Članstvo u žiriju
Petar Stanojlović bio je predsednik i član više stručnih domaćih i međunarodnih žirija, među kojima su:
- Smotra folklornih društava
- BAP, pozorišni festival
- Festival festivala u Trebinju
- Štrih Fest
- Šantićevo pero
- Nagrada Branislav Nušić
- Konkurs za razvoj filmskog scenarija
- PRilike (2020)
- Skopski filmski festival (2021)

## Članstvo u upravnim odborima i savetima
- Od maja 2013. do januara 2014. godine bio je član Nadzornog odbora Studija B.
- Od 2014. do 2016. godine bio je član upravnog odbora Humanitarne fondacije Novi Beograd.
- Savet za kulturu grada Valjeva
- Fondacija Živojin Mišić, upravni odbor
- Tv Hram, upravni odbor [тражи се извор]
- Dramski studio Bis, upravni odbor[тражи се извор]
- Džez festival, savet (2019/20)
- Počasni član Prvog beogradskog pevačkog društva
- Redovni član Matice srpske od 2021.godine
- Član je udruženja Beli Povlen (2022)
- Član komisije Nacionalnog tela za akreditaciju i obezbeđenje kvaliteta u visokom obrazovanju (2022,2023)

## Spoljašnje veze
- Petar Stanojlović на веб-сајту  (језик: енглески)
- RTS: „Zaboravljeni umovi Srbije”, 11. фебруар 2009, pristup 21. април 2013
- Polu-dokumentarni film Niko nije rekao neću na RTS-u — I deo
- Polu-dokumentarni film Niko nije rekao neću na RTS-u — II deo